# Caledonian Airways

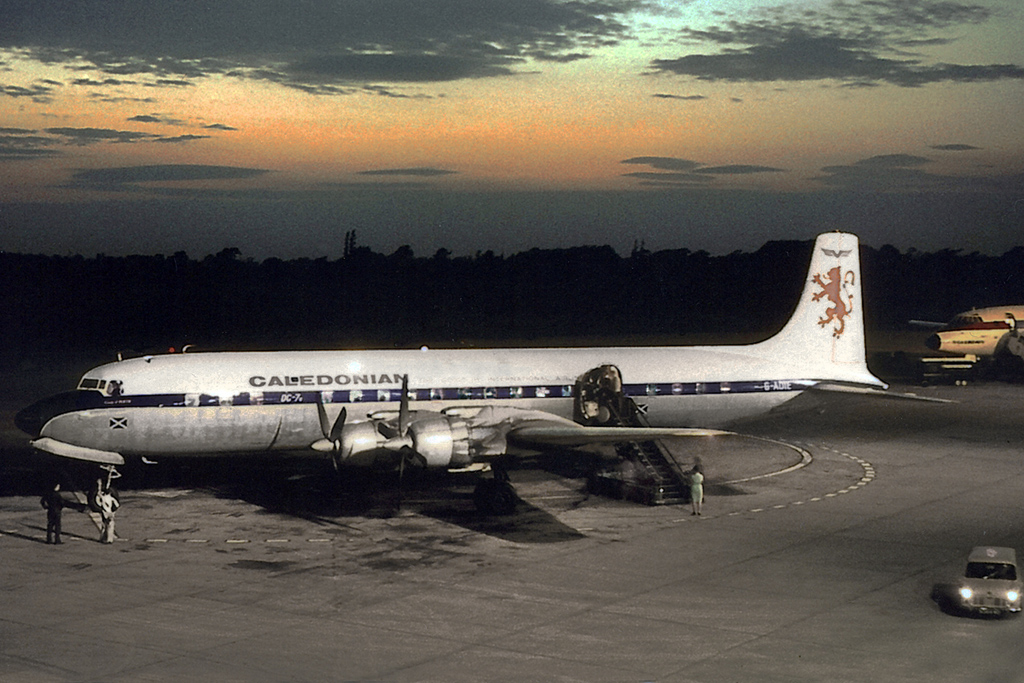
Douglas DC-7C de Caledonian Airways.

Caledonian Airways était une compagnie aérienne de vols charters, privée et indépendante basée en Écosse, crée en avril 1961. Elle entame ses opérations avec un Douglas DC-7C de 104 places, loué à la Sabena,,,. L'entreprise connait une croissance rapide dans les années 1960 en prenant une place prépodérante sur les vols charters transatlantique. Le nombre de passagers transportés passe de 8 000 en 1961 à 800 000 en 1970, soit à cette date 22,7% du marché charter britannique,. Cette compagnie dégage un bénéfice chaque année pendant la décennies, affichant le meilleur bilan financier de toutes les compagnies ariennes britanniques. Fin 1970, la compagnie s'est séparé de tous ces avions à hélices et a une flotte totalement composée de jets. Caledonian fusionne, cette année-là, avec British United Airways, la nouvelle entité devient British Caledonian, racheté à son tour par British Airways en 1988.

## Évolution de la flotte
| Type d'avion      | Avril 1962 | Avril 1965 | Septembre 1967 | Avril 1969 | Mars 1970 |
| ----------------- | ---------- | ---------- | -------------- | ---------- | --------- |
| Douglas DC-7      | 1          | 4          |                |            |           |
| Bristol Britannia |            | 2          | 6              | 4          | 4         |
| Boeing 707        |            |            | 1              | 4          | 5         |
| BAC 1-11          |            |            |                | 3          | 4         |
| Total             | 1          | 6          | 7              | 11         | 13        |